# فرودگاه واتروس
فرودگاه واتروس (به انگلیسی: Watrous Airport) یک فرودگاه همگانی است که یک باند فرود رس و شن دارد و طول باند آن ۷۹۲ متر است. این فرودگاه در کشور کانادا قرار دارد و در ارتفاع ۵۱۸ متری از سطح دریا واقع شده است.